# TOI-6883 Ab
TOI-6883 Ab è un pianeta gioviano caldo che orbita attorno alla stella principale (A) del sistema binario TOI-6883, le cui componenti simili al Sole sono situate nella costellazione del Delfino a 307 anni luce dalla Terra.

## Scoperta
Fu scoperto nel 2024 dagli astronomi amatoriali italiani Giuseppe Conzo e Mara Moriconi con l'utilizzo del metodo del transito, grazie all'analisi dei dati della missione TESS. Inizialmente fu individuato un singolo evento di transito, per cui dell'esopianeta, classificato come candidato con la nomenclatura TOI-6883.01, fu possibile determinare solo il fatto che avesse un raggio di 1,087 volte quello di Giove, senza però dettagli sul periodo orbitale.
Successivamente il pianeta è stato confermato da un team di astronomi professionisti del SETI guidati da Lauren Sgro, il quale lo ha completamente caratterizzato con il metodo delle velocità radiali ed ha individuato anche il periodo orbitale. TOI-6883Ab ruota attorno alla propria stella in 16,25 giorni circa ad una distanza da essa di 0,123 UA (unità astronomiche) con un'orbita molto eccentrica.